# حسين أباد أشكشان
حسين‌ أباد أشكشان هي قرية في مقاطعة أصفهان، إيران. عدد سكان هذه القرية هو 440 في سنة 2006.